# Marvin Brown
Marvin Brown (11 maggio 1974) è un ex calciatore honduregno, di ruolo attaccante.